# Chomelia longituba
Chomelia longituba är en måreväxtart som först beskrevs av Attila L. Borhidi, och fick sitt nu gällande namn av Attila L. Borhidi. Chomelia longituba ingår i släktet Chomelia och familjen måreväxter. Inga underarter finns listade i Catalogue of Life.